# Eric André
Eric Samuel André (Boca Raton, 4 aprile 1983) è un attore, comico e conduttore televisivo statunitense.
È il creatore, conduttore e co-sceneggiatore della serie televisiva The Eric Andre Show di Adult Swim, su Cartoon Network. Intoltre ha interpretato il ruolo di Mike nella sitcom Man Seeking Woman di FXX e ha prestato la voce ad Azizi nel film Il re leone. Produce musica sotto il nome d'arte Blarf.

## Biografia
Eric Samuel André, noto semplicemente come Eric Andre, è nato a Boca Raton, in Florida. Figlio di padre haitiano e di madre di origini ebree americane, lui stesso si è più volte identificato come un nero ebreo, anche se pare essere ateo. Dopo essersi diplomato alla Dreyfoos School of the Arts di West Palm Beach, sempre in Florida, nel 2001 ha studiato al Berklee College of Music di Boston, nel Massachusetts, dove ha suonato il contrabbasso e si è laureato nel 2005 con una laurea triennale.
André è il creatore e conduttore di The Eric Andre Show, talk show parodia in onda dal 2012 e trasmesso sul blocco Adult Swim, di Cartoon Network. Più tardi ha recitato nel ruolo di Mark nella serie Non fidarti della str**** dell'interno 23, ha recitato come guest star in 2 Broke Girls, nei panni di Deke, e ha interpretato Mike nella serie Man Seeking Woman di FXX. Nel 2016 ha iniziato ad uscire con l'attrice Rosario Dawson; tuttavia nel novembre 2017 la coppia si è separata. Da gennaio 2023 ha intrapreso una frequentazione con la modella Emily Ratajkowski.

## Filmografia

### Attore

#### Cinema
- Kyomedy with Melinda Hill, regia di Tom Gianas – cortometraggio (2009)
- Il primo dei bugiardi (The Invention of Lying), regia di Ricky Gervais e Matthew Robinson (2009)
- The Lonely Death of the Giggler, regia di Rodney Ascher – cortometraggio (2010)
- Stereotypical 80's Movie Gangs, regia di Jeff Tomsic – cortometraggio (2010)
- Should've Been Romeo, regia di Marc Bennett (2012)
- Free Mammograms with Eric Andre, regia di Andrew Barchilon e Kitao Sakurai – cortometraggio (2012)
- Gli stagisti (The Internship), regia di Shawn Levy (2013)
- Flock of Dudes, regia di Bob Castrone (2015)
- Vite da popstar (Popstar: Never Stop Never Stopping), regia di Akiva Schaffer e Jorma Taccone (2016)
- Crazy Night - Festa col morto (Rough Night), regia di Lucia Aniello (2017)
- Mr. Bungle: The Night They Came Home, regia di Jack Bennett (2020)
- Bad Trip, regia di Kitao Sakurai (2021)
- Jackass Forever, regia di Jeff Tremaine (2022)
- Dumbbells Special Edition, regia di Brian Drolet e Christopher Livingston (2022)
- Un tipo imprevedibile 2 (Happy Gilmore 2), regia di Kyle Newacheck (2025)

#### Televisione
- Sulle tracce del crimine (Section de recherches) – serie TV, episodio 2x03 (2007)
- Curb Your Enthusiasm – serie TV, episodi 7x09-7x10 (2009)
- Laugh Track Mash-ups – programma TV, puntata 1x03 (2010)
- The Big Bang Theory – serie TV, episodio 4x08 (2010)
- In the Flow with Affion Crockett – serie TV, episodi sconosciuti (2011)
- Zeke e Luther (Zeke and Luther) – serie TV, episodio 3x15 (2011)
- Hot in Cleveland – serie TV, episodio 2x22 (2011)
- Level Up, regia di Peter Lauer – film TV (2011)
- FCU: Fact Checkers Unit – serie TV, episodio 2x03 (2011)
- Promos – serie TV, episodi sconosciuti (2012)
- The Eric Andre Show – serie TV, 53 episodi (2012-in corso)
- Inland Empire, regia di Eric Balfour – film TV (2012)
- Non fidarti della str**** dell'interno 23 (Don't Trust the B---- in Apartment 23) – serie TV, 21 episodi (2012-2013)
- Convention Panels – serie TV, episodi sconosciuti (2013)
- La Balade de Lucie, regia di Sandrine Ray – film TV (2013)
- The ArScheerio Paul Show – serie TV, episodio 1x09 (2013)
- 2 Broke Girls – serie TV, 8 episodi (2013-2014)
- Man Seeking Woman – serie TV, 25 episodi (2015-2017)
- The Mythicist Milwaukee Show – serie TV, episodio 3x12 (2016)
- Poser – serie TV, episodio 1x01 (2016)
- Michael Bolton's Big, Sexy Valentine's Day Special, regia di Scott Aukerman e Akiva Schaffer – speciale TV (2017)
- Humour Resources – serie TV, 1 episodio (2021)
- The Righteous Gemstones – serie TV, 4 episodi (2022)
- Guillermo del Toro's Cabinet of Curiosities – serie TV, episodio 1x07 (2022)
- Ironheart, regia di Sam Biley e Angela Barnes – miniserie TV, puntata 1x01 (2025)

### Doppiatore
- Lucas Bros. Moving Co. – serie animata, 7 episodi (2014-2015)
- Robot Chicken – serie animata, episodio 8x06 (2015)
- Animals – serie animata, episodio 1x03 (2016)
- American Dad! – serie animata, episodio 11x05 (2016)
- Disincanto (Disenchantment) – serie animata, 40 episodi (2018-in corso)
- Il re leone (The Lion King), regia di Jon Favreau (2019)
- I Mitchell contro le macchine (The Mitchells vs the Machines), regia di Michael Rianda e Jeff Rowe (2021)
- Archer – serie animata, episodi 12x01-12x07-12x08 (2021)
- Sing 2 - Sempre più forte (Sing 2), regia di Garth Jennings e Christophe Lourdelet (2021)

## Doppiatori italiani
Nelle versioni in italiano delle opere in cui ha recitato, Eric André è stato doppiato da:
- Simone Crisari in Cabinet of Curiosities, Jackass 4.5
- Andrea Mete in Non fidarti della str**** dell'interno 23
- Alessandro Quarta in Gli stagisti
- Paolo Vivio in 2 Broke Girls
- Carlo Scipioni in Vite da popstar
- Stefano Brusa in Bad Trip
- Gianluca Crisafi in Ironheart

Da doppiatore è sostituito da:
- Alessandro Quarta in Disincanto (Luci)
- Riccardo Scarafoni in Disincanto (Pendergast)
- Oreste Baldini in Robot Chicken
- Paolo Vivio in Il re leone, I Mitchell contro le Macchine
- Frank Matano in Sing 2 - Sempre più forte
- Gianluca Iacono in Trolls 3 - Tutti insieme (John Dory - voce)
- Frankie Lovecchio in Trolls 3 - Tutti insieme (John Dory - canto)